# De Leukste Verborgen Cameragrap van Nederland
De Leukste Verborgen Cameragrap van Nederland (zo gespeld door de makers) was een Nederlands televisieprogramma van SBS6.
In De Leukste Verborgen Cameragrap van Nederland werden onbekende Nederlands in de maling genomen door bekende Nederlanders. Nance Coolen presenteerde het programma.